# Nerea Llanos
Inés Nerea Llanos Gómez (Baracaldo, 1967) és una advocada i política espanyola, ex-secretària general del PP del País Basc, parlamentària basca i portaveu del Partit Popular (PP) en el Parlament basc.

## Biografia i trajectòria política
Va néixer a Baracaldo a 1967. Es va llicenciar en Dret a la Universitat de Deusto (1985-1990). Després d'acabar la carrera de Dret va començar a preparar les oposicions a judicatura.
Es va afiliar de jove al Partit Popular (PP) quan ETA va matar a Gregorio Ordóñez i va decidir comprometre's amb el PP basc i deixar de banda les oposicions a judicatura.
Va ser regidor de l'Ajuntament de Galdácano entre 1995 i 2011. Va ser membre de les Juntes Generals de Biscaia entre 1999 i 2012. L'any 2011 va entrar en el Parlament Basc com a diputada, substituint a Esther Martínez Fernández. Va ser diputada basca durant la novena legislatura (2011-2012), desena legislatura (2012-2016) i onzena legislatura (2016-2020) del Parlament basc. L'any 2011 es va convertir en la portaveu del Partit Popular (PP) al Parlament Basc.
L'any 2014 es va convertir en la secretària general del PP del País Basc, rellevant a Iñaki Oyarzabal com a secretari general, amb Arantza Quiroga de presidenta del PP basc.
L'any 2017, va ser succeïda per Amaya Fernández que va ser triada secretària general del PP basc i Llanos va passar a ser la portaveu i coordinadora general del PP basc, un càrrec que no existia fins a aquell moment. general del PP del País.
Ha cursat també el Programa de Lideratge Públic en Emprenedoria i Innovació (PLPE) a la Universitat de Deusto (2014-2015). Pertany al Col·legi d'Advocats de Biscaia.
Actualment és advocada i exerceix com advocada.

## Vida privada
Està casada i té tres fills.